# ジカダンパン!責任者出て来い!
『ジカダンパン!責任者出て来い!』（ジカダンパン せきにんしゃでてこい）は、テレビ東京系列局ほかで放送されていたバラエティ番組である。テレビ東京系列局では2002年10月14日から2003年7月14日まで、毎週月曜 21時00分 - 21時54分（日本標準時）に放送。

## 概要
視聴者が店や役所などへ寄せたクレームを紹介していた番組で、蓮舫たちリポーターがその相手に電話などを使って訴えていた。行政の場合は直接市長や担当者と中継でつなぎ、寄せられた苦情の原因の改善を時には強引に約束させていた。また、当事者をスタジオに呼び、テリー伊藤や湯浅卓などと討論させることもあった。司会は、前番組『愛の貧乏脱出大作戦』から引き続きみのもんたが務めていた。
2002年の放送では法務大臣への直談判により人名用漢字に「凛」を追加させることに成功しているなど実績を上げた。しかし、番組自体の内容の過激さがあり行政など取材先の抵抗があまりに強かったこと、さらには月9等の裏番組に苦戦し、しばらくすると毎週放送することができなくなり、1週おきにみのが司会の別番組の2時間スペシャルなどで穴埋めしていた。2003年に入ると当初の番組形式をやめ、みのが案内役のドキュメンタリー番組になった。
平均視聴率は低迷し、2003年6月26日に番組の打ち切りが発表された。

## 主な内容
| 放送日         | 内容 |
| -------------- | --- |
| 2002年10月14日 | 子供たちの命が危ない!崩壊寸前の小学校を救え!北村春江市長に“精道小学校校舎建て替え問題”を問う▽父子家庭に補助金制度を!▽事故多発!恐怖の人見街道、交通事故多発地帯!歩道のまん中に電柱!?避けて通るとひかれちゃう街道 |
| 2002年10月21日 | 住宅街に出現!放置自転車の恐怖!!放火・窃盗・不審者・恐怖の放置車両▽公共施設・水戸芸術館、空いているのに使えない!?                                                                                                |
| 2002年10月28日 | 都立小児病院が無くなる!?62万人の子供を支える都立小児救急が合理化で廃止!?母、父の叫び…子供の命を助けて▽早朝から大騒音・迷惑な町内放送!                                                                           |
| 2002年11月4日  | 名古屋市の病児保育に愛の手を!▽島を占拠!農家を襲う異常繁殖動物(イノシシの被害)▽みのが218万都市に挑戦状!市長が出演拒否!スタジオに届いた…1通の(秘)ファクス                                                         |
| 2002年11月11日 | 世界遺産・白川郷が焼失の危機!村を大火災から守れ!みのの説得に村長が大英断!遂に条例が▽点字ブロックが危ない!新宿区の反省                                                                                           |
| 2002年12月2日  | 放火・・・恐喝・・・窃盗・・・JR無人駅が犯罪の温床に!?▽年3回洪水!!家が崩壊道路も水没▽絶叫市議 |
| 2002年12月9日  | 光が丘団地駅前に放置自転車1000台山積み!知らんぷりの東京都にキレた練馬区住民▽大臣宣言 |
| 2002年12月16日 | 町指定ゴミ袋が高すぎ!!東京の10倍以上10枚1200円▽主婦達は涙の抗議!町長が謝罪▽汚染学校 |
| 2003年1月13日  | その後スペシャル第1弾!」大臣、市長は“ウソをつかなかったか”みの現場を急襲▽仰天結末 |
| 2003年1月20日  | “ボク死んじゃうの”太陽が子供の命を奪う・生きたい・・・不治の病に希望の光を・・・涙の訴え |
| 2003年1月27日  | 大特集かわいい輸入ペットが人間にうつす死の奇病ペット店潜入で驚きの(秘)実態暴露▽恐怖の煙 |
| 2003年2月3日   | 癒やしマッサージの(秘)実態!▽スクープ!悪徳商法6泊7日の危険なワナ▽小泉を訴えた1000人みのもんた |
| 2003年2月24日  | “被害総額3000万円”東京下町・・・ゴミ収集日アルミ缶6トンが一瞬に奪われる住宅街の恐怖 |
| 2003年3月10日  | 「解決しました!ジカダンパン・スペシャル」世の中劇的に変えたぞSP▽人名漢字から迷惑駐輪ペット感染症まで12件解決の裏側▽みの直撃                                                                                     |
| 2003年4月14日  | 中年主婦▽人気の住宅リフォームで家が崩壊▽完全公開!極悪業者ウソ八百&ダマシ手口 |
| 2003年4月21日  | ヤミ金借金火だるま主婦!取り立て11社▽家族崩壊ホスト風ヤミ金が激白甘いワナと残酷な手口 |